# Xã Thompson, Quận Fulton, Pennsylvania
Xã Thompson (tiếng Anh: Thompson Township) là một xã thuộc quận Fulton, tiểu bang Pennsylvania, Hoa Kỳ. Năm 2010, dân số của xã này là 1.098 người.